# Алга (Стерлітамацький район)
Алга́ (рос. Алга, башк. Алға) — присілок у складі Стерлітамацького району Башкортостану, Росія. Входить до складу Максимовської сільської ради.
Населення — 206 осіб (2010; 201 в 2002).
Національний склад:
- татари — 81%